# Seven Femenino de Hong Kong 2023
El Seven Femenino de Hong Kong 2023 fue el sexto torneo de la Serie Mundial Femenina de Rugby 7 2022-23.
Se disputó en la instalaciones del Hong Kong Stadium.

## Formato
El torneo se disputó en un fin de semana, a lo largo de dos días. Participaron 12 equipos: los 11 de estatus permanente y otro invitado.
Se dividieron en tres grupos de cuatro equipos, donde cada uno de estos jugó un partido ante sus rivales de grupo. Cada victoria otorgó 3 puntos, cada empate 2 y cada derrota 1.
Los dos equipos con más puntos en cada grupo y los dos mejores terceros avanzaron a cuartos de final de la Copa de Oro. Los cuatro ganadores avanzaron a semifinales de la Copa de Oro, y los cuatro perdedores a semifinales del quinto puesto.
En tanto, los restantes cuatro equipos de la fase de grupos avanzaron a semifinales de la challenge trophy.

## Fase de grupos
|  | Avanzan a cuartos de final. |

### Grupo A
| Pos | Países        | Partidos | Partidos | Partidos | Tantos | Tantos | Tantos | Pts |
| Pos | Países        | G        | E        | P        | PF     | PC     | DP     | Pts |
| --- | ------------- | -------- | -------- | -------- | ------ | ------ | ------ | --- |
| 1   | Nueva Zelanda | 3        | 0        | 0        | 139    | 0      | +139   | 9   |
| 2   | Gran Bretaña  | 2        | 0        | 1        | 40     | 43     | -3     | 7   |
| 3   | Canadá        | 1        | 0        | 2        | 22     | 56     | -34    | 5   |
| 4   | Hong Kong     | 0        | 0        | 3        | 5      | 107    | -102   | 3   |

| 31 de marzo | Nueva Zelanda | 50 - 0 | Hong Kong |  |  |

| 31 de marzo | Canadá | 0 - 5 | Gran Bretaña |  |  |

| 31 de marzo | Canadá | 22 - 5 | Hong Kong |  |  |

| 31 de marzo | Nueva Zelanda | 43 - 0 | Gran Bretaña |  |  |

| 1 de abril | Gran Bretaña | 35 - 0 | Hong Kong |  |  |

| 1 de abril | Nueva Zelanda | 46 - 0 | Canadá |  |  |

### Grupo B
| Pos | Países    | Partidos | Partidos | Partidos | Tantos | Tantos | Tantos | Pts |
| Pos | Países    | G        | E        | P        | PF     | PC     | DP     | Pts |
| --- | --------- | -------- | -------- | -------- | ------ | ------ | ------ | --- |
| 1   | Australia | 3        | 0        | 0        | 97     | 22     | +75    | 9   |
| 2   | Fiyi      | 2        | 0        | 1        | 58     | 47     | +11    | 7   |
| 3   | Irlanda   | 1        | 0        | 2        | 53     | 36     | +17    | 5   |
| 4   | Brasil    | 0        | 0        | 3        | 10     | 113    | -103   | 3   |

| 31 de marzo | Irlanda | 7 - 17 | Fiyi |  |  |

| 31 de marzo | Australia | 43 - 5 | Brasil |  |  |

| 31 de marzo | Fiyi | 36 - 5 | Brasil |  |  |

| 31 de marzo | Irlanda | 12 - 17 | Australia |  |  |

| 1 de abril | Irlanda | 34 - 0 | Brasil |  |  |

| 1 de abril | Australia | 35 - 5 | Fiyi |  |  |

### Grupo C
| Pos | Países         | Partidos | Partidos | Partidos | Tantos | Tantos | Tantos | Pts |
| Pos | Países         | G        | E        | P        | PF     | PC     | DP     | Pts |
| --- | -------------- | -------- | -------- | -------- | ------ | ------ | ------ | --- |
| 1   | Francia        | 3        | 0        | 0        | 98     | 19     | +79    | 9   |
| 2   | Estados Unidos | 2        | 0        | 1        | 73     | 39     | +34    | 7   |
| 3   | Japón          | 1        | 0        | 2        | 38     | 74     | -36    | 5   |
| 4   | España         | 0        | 0        | 3        | 17     | 94     | -77    | 3   |

| 31 de marzo | Francia | 38 - 7 | Japón |  |  |

| 31 de marzo | Estados Unidos | 35 - 7 | España |  |  |

| 31 de marzo | Estados Unidos | 26 - 17 | Japón |  |  |

| 31 de marzo | Francia | 45 - 0 | España |  |  |

| 1 de abril | Japón | 14 - 10 | España |  |  |

| 1 de abril | Estados Unidos | 12 - 15 | Francia |  |  |

## Fase final

### Definición 9° puesto
|  | Semifinal | Semifinal | Semifinal |       |        | 9° puesto  | 9° puesto  | 9° puesto  |  |
|  |           |           |           |       |        |            |            |            |  |
|  |           |           |           |       |        |            |            |            |  |
|  | España    | España    | 24        |       |        |            |            |            |  |
|  | España    | España    | 24        |       |        |            |            |            |  |
|  | Hong Kong | Hong Kong | 5         |       |        |            |            |            |  |
|  | Hong Kong | Hong Kong | 5         |       | España | España     | 26         |            |  |
|  |           |           |           |       | España | España     | 26         |            |  |
|  |           |           | Japón     | Japón | 17     |            |            |            |  |
|  | Japón     | Japón     | Japón     | Japón | 17     | 29         |            |            |  |
|  | Japón     | Japón     |           |       |        | 29         |            |            |  |
|  | Brasil    | Brasil    | 0         |       |        | 11° puesto | 11° puesto | 11° puesto |  |
|  | Brasil    | Brasil    | 0         |       |        | 11° puesto | 11° puesto | 11° puesto |  |
|  |           |           |           |       |        |            |            |            |  |
|  |           |           |           |       |        | Hong Kong  | Hong Kong  | 10         |  |
|  |           |           |           |       |        | Hong Kong  | Hong Kong  | 10         |  |
|  |           |           |           |       |        | Brasil     | Brasil     | 21         |  |
|  |           |           |           |       |        | Brasil     | Brasil     | 21         |  |
|  |           |           |           |       |        |            |            |            |  |

### Definición 5° puesto
|  | Semifinal      | Semifinal      | Semifinal |        |         | 5° puesto      | 5° puesto      | 5° puesto |  |
|  |                |                |           |        |         |                |                |           |  |
|  |                |                |           |        |         |                |                |           |  |
|  | Irlanda        | Irlanda        | 14        |        |         |                |                |           |  |
|  | Irlanda        | Irlanda        | 14        |        |         |                |                |           |  |
|  | Francia        | Francia        | 26        |        |         |                |                |           |  |
|  | Francia        | Francia        | 26        |        | Francia | Francia        | 22             |           |  |
|  |                |                |           |        | Francia | Francia        | 22             |           |  |
|  |                |                | Canadá    | Canadá | 12      |                |                |           |  |
|  | Estados Unidos | Estados Unidos | Canadá    | Canadá | 12      | 7              |                |           |  |
|  | Estados Unidos | Estados Unidos |           |        |         | 7              |                |           |  |
|  | Canadá         | Canadá         | 12        |        |         | 7° puesto      | 7° puesto      | 7° puesto |  |
|  | Canadá         | Canadá         | 12        |        |         | 7° puesto      | 7° puesto      | 7° puesto |  |
|  |                |                |           |        |         |                |                |           |  |
|  |                |                |           |        |         | Irlanda        | Irlanda        | 14        |  |
|  |                |                |           |        |         | Irlanda        | Irlanda        | 14        |  |
|  |                |                |           |        |         | Estados Unidos | Estados Unidos | 15        |  |
|  |                |                |           |        |         | Estados Unidos | Estados Unidos | 15        |  |
|  |                |                |           |        |         |                |                |           |  |

### Copa de oro
|  | Cuartos de final | Cuartos de final | Cuartos de final |               |           | Semifinales | Semifinales | Semifinales |              |              | Copa         | Copa         | Copa |  |
|  |                  |                  |                  |               |           |             |             |             |              |              |              |              |      |  |
|  |                  |                  |                  |               |           |             |             |             |              |              |              |              |      |  |
|  | Australia        | Australia        | 24               |               |           |             |             |             |              |              |              |              |      |  |
|  | Australia        | Australia        | 24               |               |           |             |             |             |              |              |              |              |      |  |
|  | Irlanda          | Irlanda          | 5                |               |           |             |             |             |              |              |              |              |      |  |
|  | Irlanda          | Irlanda          | 5                |               | Australia | Australia   | 21          |             |              |              |              |              |      |  |
|  |                  |                  |                  |               | Australia | Australia   | 21          |             |              |              |              |              |      |  |
|  |                  |                  | Gran Bretaña     | Gran Bretaña  | 5         |             |             |             |              |              |              |              |      |  |
|  | Francia          | Francia          | Gran Bretaña     | Gran Bretaña  | 5         | 0           |             |             |              |              |              |              |      |  |
|  | Francia          | Francia          |                  |               |           |             |             |             |              |              |              |              |      |  |
|  | Gran Bretaña     | Gran Bretaña     | 5                |               |           |             |             |             |              |              |              |              |      |  |
|  | Gran Bretaña     | Gran Bretaña     | 5                |               |           |             |             |             |              | Australia    | Australia    | 17           |      |  |
|  |                  |                  |                  |               |           |             |             |             |              | Australia    | Australia    | 17           |      |  |
|  |                  |                  | Nueva Zelanda    | Nueva Zelanda | 26        |             |             |             |              |              |              |              |      |  |
|  | Fiyi             | Fiyi             | Nueva Zelanda    | Nueva Zelanda | 26        | 19          |             |             |              |              |              |              |      |  |
|  | Fiyi             | Fiyi             |                  |               |           |             |             |             |              |              |              |              |      |  |
|  | Estados Unidos   | Estados Unidos   | 14               |               |           |             |             |             |              |              |              |              |      |  |
|  | Estados Unidos   | Estados Unidos   | 14               |               | Fiyi      | Fiyi        | 5           |             |              | Tercer lugar | Tercer lugar | Tercer lugar |      |  |
|  |                  |                  |                  |               | Fiyi      | Fiyi        | 5           |             |              | Tercer lugar | Tercer lugar | Tercer lugar |      |  |
|  |                  |                  | Nueva Zelanda    | Nueva Zelanda | 31        |             |             |             |              |              |              |              |      |  |
|  | Nueva Zelanda    | Nueva Zelanda    | Nueva Zelanda    | Nueva Zelanda | 31        | 45          |             |             | Gran Bretaña | Gran Bretaña | 22           |              |      |  |
|  | Nueva Zelanda    | Nueva Zelanda    |                  |               |           |             |             |             | Gran Bretaña | Gran Bretaña | 22           |              |      |  |
|  | Canadá           | Canadá           | 14               |               |           |             |             |             |              |              | Fiyi         | Fiyi         | 19   |  |
|  | Canadá           | Canadá           | 14               |               |           |             |             |             |              |              | Fiyi         | Fiyi         | 19   |  |
|  |                  |                  |                  |               |           |             |             |             |              |              |              |              |      |  |

| Bandera de Nueva Zelanda |
| Campeón Nueva Zelanda    |
| 5º título del circuito   |